# چشم‌به‌راه (آلبوم)
چشم به راه، نام آلبومی است با آواز شهرام ناظری که در اردیبهشت ۱۳۷۰ منتشر شد، در این اثر گروه شهرآشوب عهده دار اجرای سه تصنیف و سه قطعهٔ تنظیمی است.

## توضیح اثر
تصنیف‌های این کار از دیدگاه تلفیق شعر و موسیقی با کارهای انجام شده در گذشته متفاوت است. در این مجموعه برای اولین بار، همراه با سازهای ملی دو ترانه بر روی شعر نو (چشم به راه و سفر) به گونه‌ای ساخته شده‌اند که مصرع‌ها و ادای کلام دارای سیر طبیعی خود است. هر دو تصنیف از دیدگاه فرم به شکل کامل بدون استفاده از حالت‌های آوازی و نیمه‌آوازی در تصنیف و با بهره‌گیری از تحریرهای منطقی خاص موسیقی ردیف ایران ساخته شده‌اند. مقدمهٔ هر تصنیف بسته به موضوع شعر از روندی تصویری و تنظیمی برخوردار است. با توجه به فضای کار و ارکستر در این اثر بیشترین نقش را سه‌تار بر عهده دارد.

### هنرمندان
- آواز: شهرام ناظری
- سنتور: رضا شفیعیان
- تار، سه تار: عطا جنگوک
- تار: منصور سینکی
- عود، تارباس: حسین بهروزی نیا
- کمانچه: هادی منتظری
- نی: بهزاد فروهری
- تنبک: محمود فرهمند
- دف: اردشیر فهیمی
- تمامی ترانه‌ها و ضربی‌ها ساختهٔ عطا جنگوک است.
- اشعار: حافظ، ابوسعید ابوالخیر، نیما یوشیج، شفیعی کدکنی، سایه

## منبع
- برگرفته از جلد اثر